# 趙金児
趙 金児（ちょう きんじ、1113年 - 1127年4月18日）は、北宋の徽宗の第24皇女（夭逝を除いて第13皇女）。

## 経歴
懿粛貴妃王氏の四女として生まれた。政和5年（1115年）9月11日、賢福帝姫の位を授けられた。
靖康の変で金軍に拉致され、金の天会5年2月28日（1127年4月18日）、劉家寺の軍基地に死去した。3月24日、開封に帰葬された。諡は沖懿。

## 伝記資料
- 『靖康稗史箋證』
- 『皇第二十四女特封賢福帝姫制』
- 『宋会要輯稿』